# Gestión restaurativa

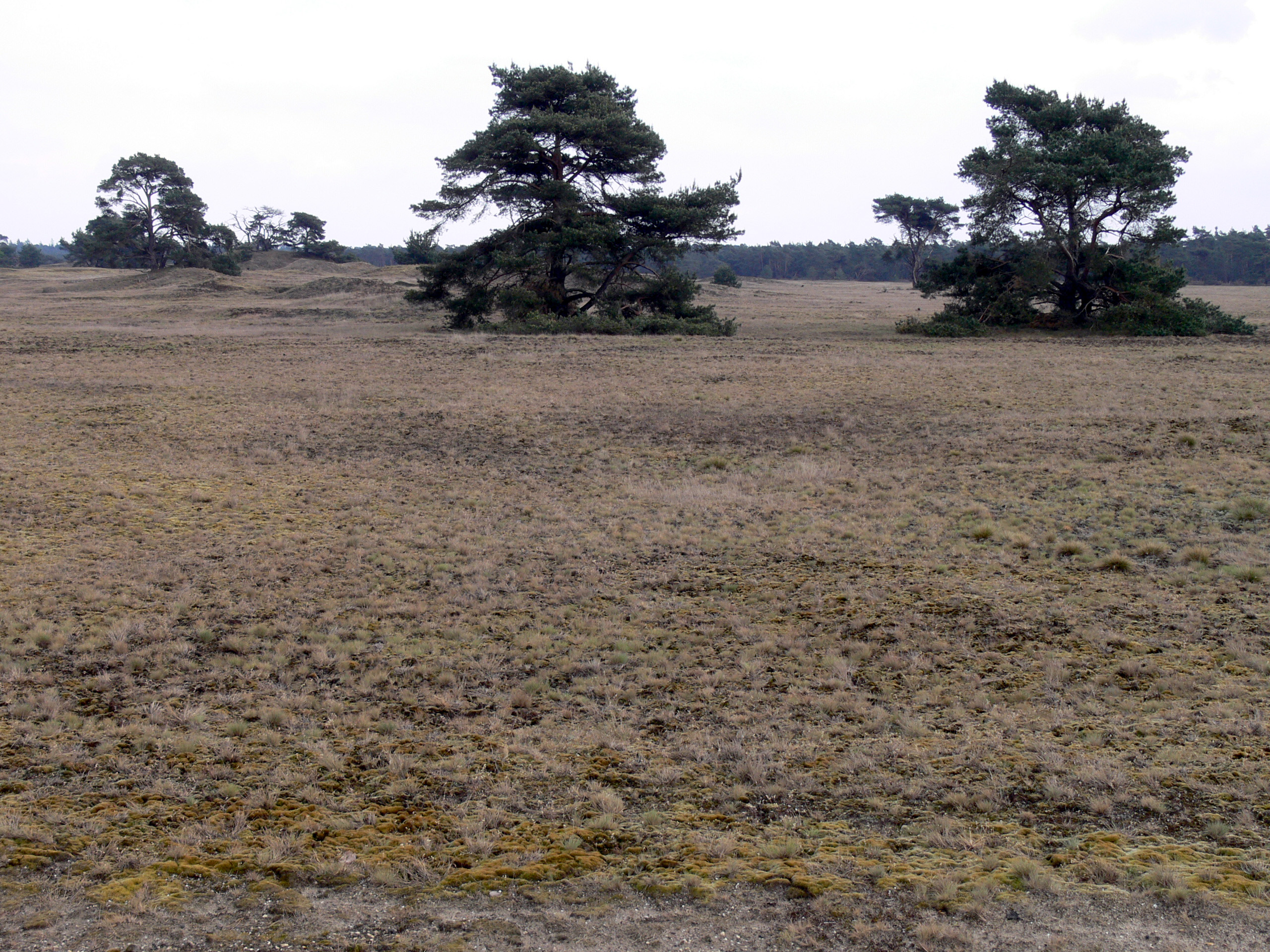
En esta zona del Parque nacional De Hoge Veluwe (Países Bajos) (5 000 hectáreas restauradas, en gran parte sobre antiguos campos de cultivo), a pesar del regreso de grandes herbívoros, se arrancan los brotes de los árboles a mano, para restaurar y mantener paisaje muy abierto.

La gestión restaurativa es un modo de gestión proactivo de entornos degradados (naturales, seminaturales, industriales o urbanos) con el objetivo de restaurar la biodiversidad, el buen estado ecológico, un paisaje de calidad o un estado desaparecido (por ejemplo que lo que fue un bosque y ahora es una pradera vuelva a tener árboles frondosos).

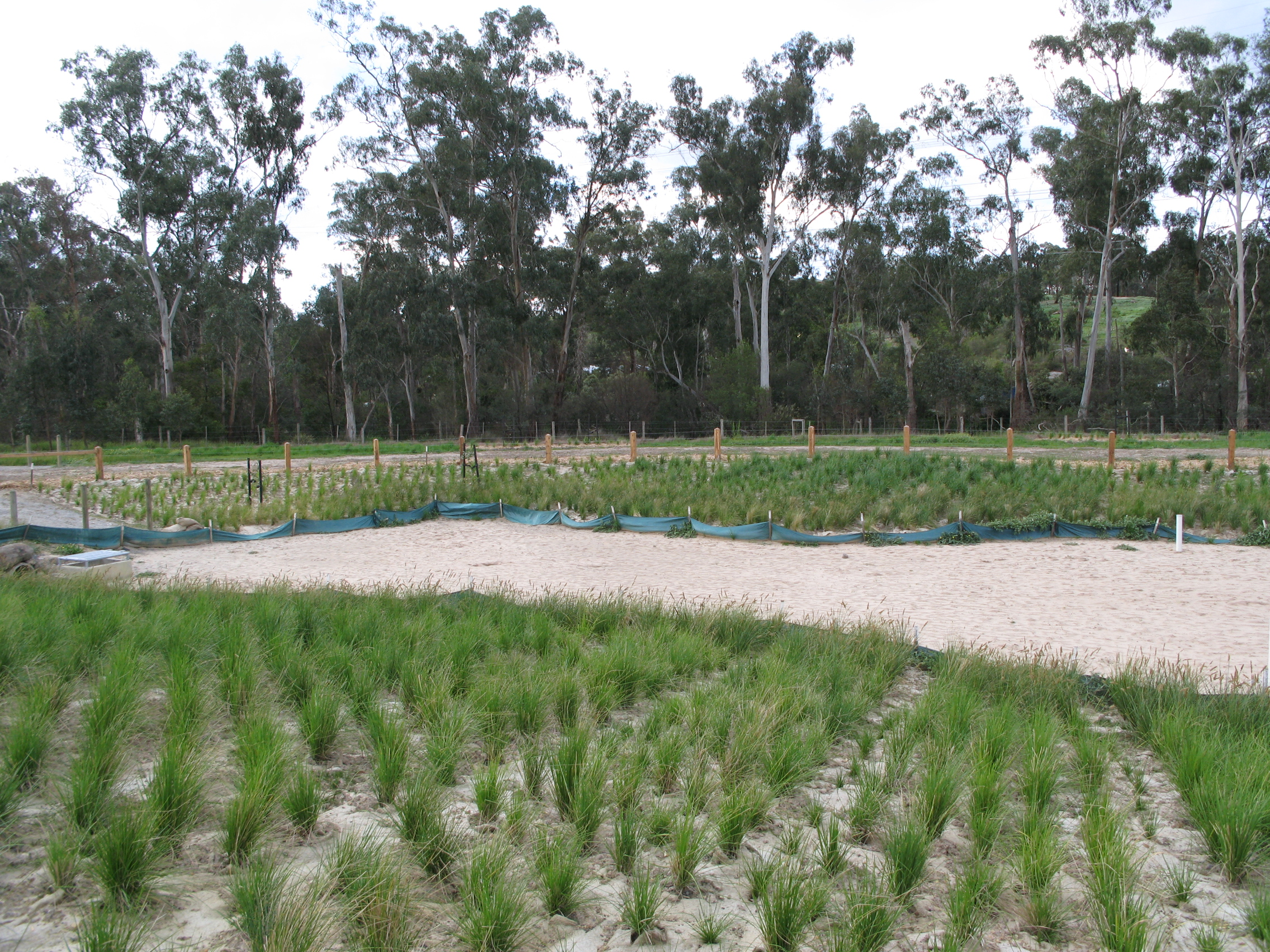
Resilvestración (en marcha) de un área en el sureste de Australia donde antes había cultivos.

También puede ser una cuestión de restaurar, no un entorno, sino una perturbación (imitación de un árbol caído por causas naturales o un pequeño incendio para crear un claro), o bien de restaurar un recurso (hídrico, pesquero, paisajístico...).

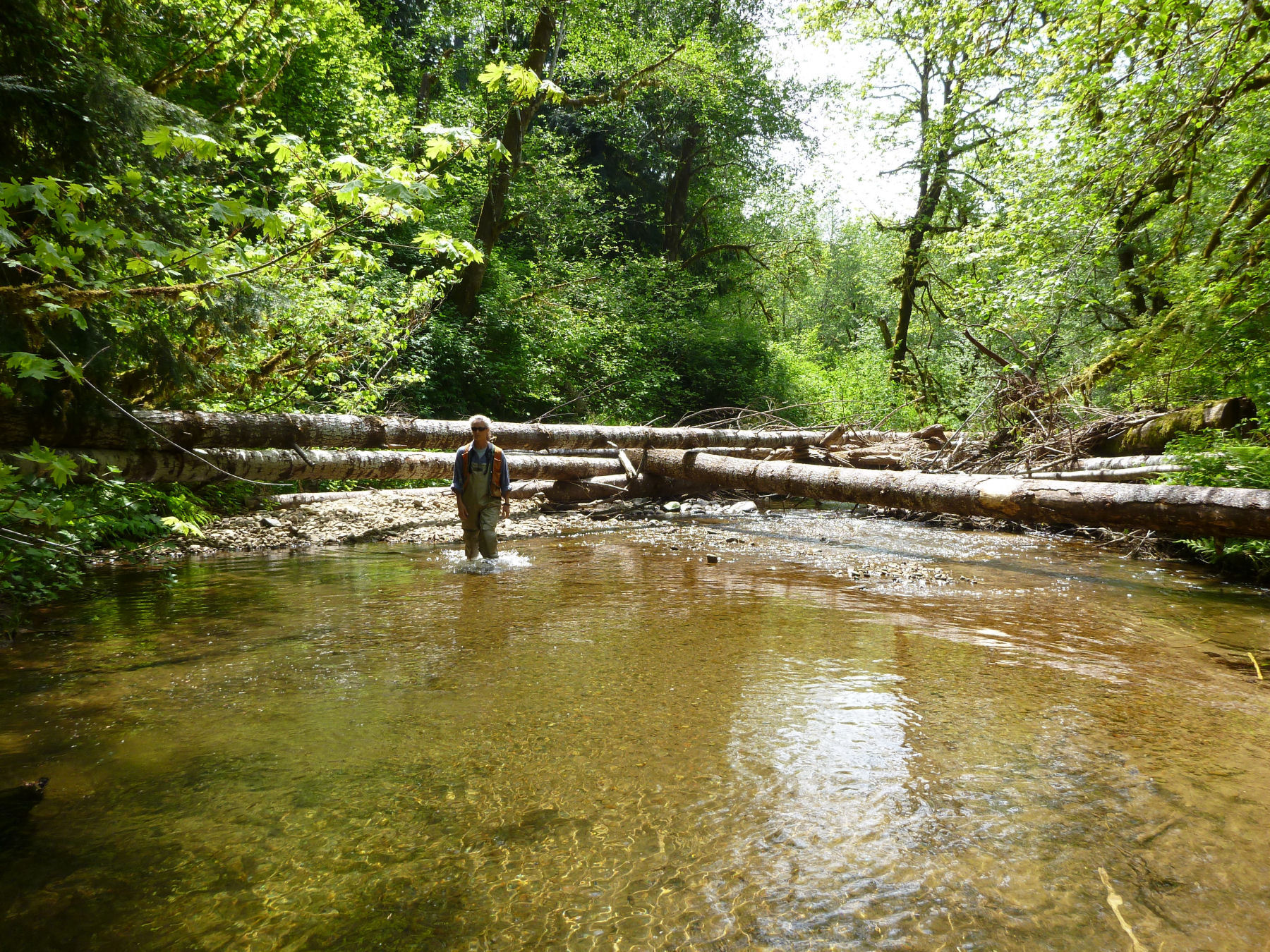
Con los indios Coquille, con los administradores locales de la cuenca y con la empresa privada que explota el bosque privado, el distrito de Coos Bay (Oregón) ha restaurado en el sur de Oregón cerca de 48 kilómetros de vías fluviales (en las laderas de las cuencas de los ríos Coos, Coquille, Smith y Upqua). En la imagen, los troncos de árboles colocados para resistir la corriente, con escolleras y diques de cantos rodados, retendrán más agua en verano. Estas intervenciones volverán a hacer complejo el entorno y restaurarán el hábitat de los salmónidos y otros organismos acuáticos.

En el ámbito medioambiental, el objetivo principal, que se busca facilitar y acelerar mediante el uso de técnicas de ingeniería ecológica, es la llamada resilvestración (palabra no admitida por la RAE; a veces los términos francés renaturation e inglés naturalisation —en sentido medioambiental— se traducen incorrectamente por renaturalización, un término bioquímico, tampoco admitido por la RAE, que significa invertir el proceso de desnaturalización de una proteína). Es por tanto un modo de gestión intencional (“gestión proactiva") que debe ser constantemente revaluado a la luz de los resultados, medidos a través de indicadores ambientales. En Francia, la Ley del 10 de julio de 1976 hace responsable al jefe de obras, antes de que se produzca el impacto ambiental, de poner en práctica medidas para «evitarlo, reducirlo o compensarlo» (secuencia ERC).

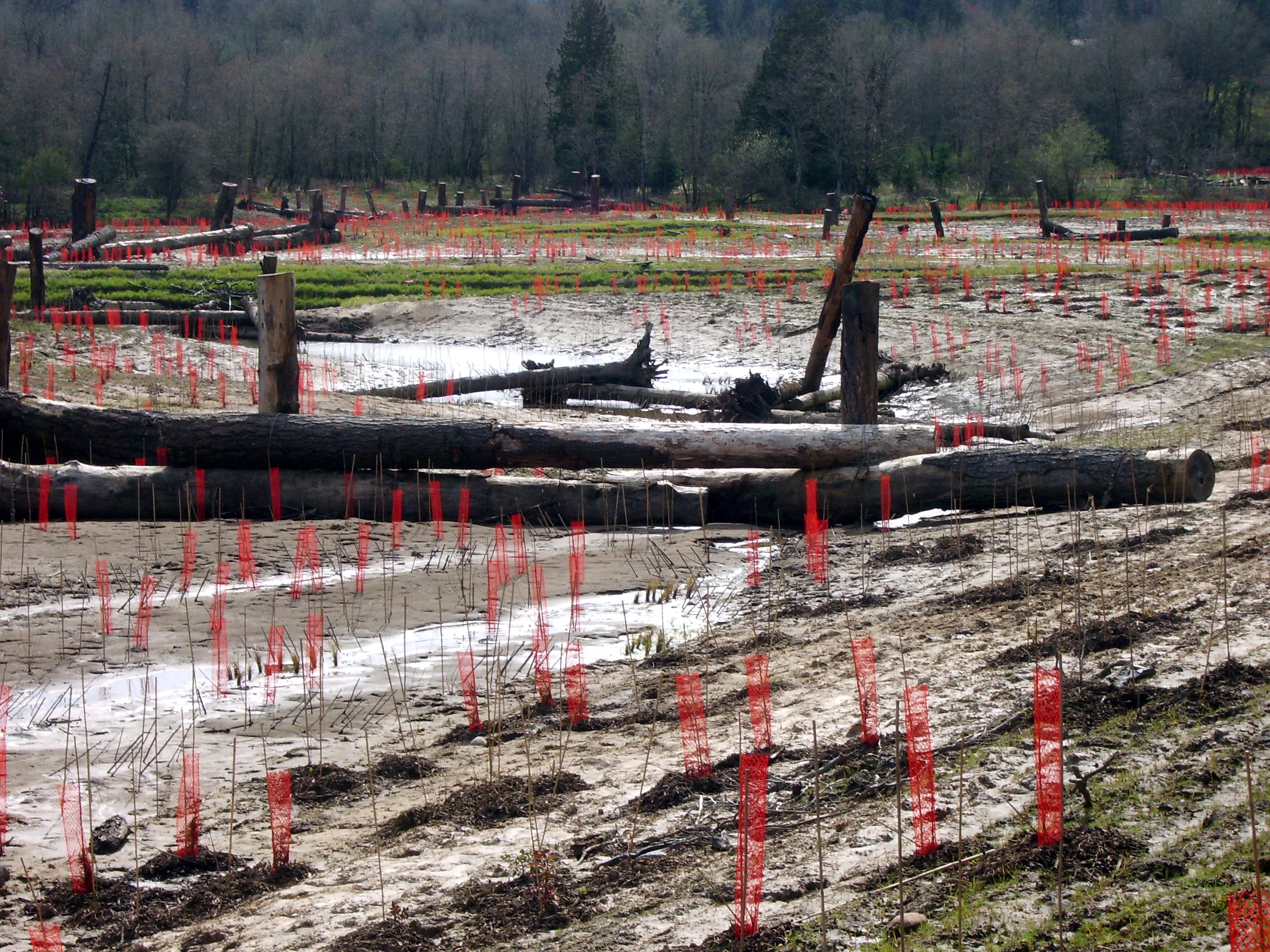
Aquí, para devolver sus características naturales a la ribera del arroyo Johnson (afluente del río Willamette), se ha triplicado su longitud de meandro, para regular el curso del agua y limitar el riesgo de inundaciones río abajo. En un área que durante mucho tiempo se utilizó para que pastara el ganado, los troncos de los árboles se han anclado a postes, perpendiculares al río. Así pueden flotar en una inundación sin ser arrastrados. También se han plantado árboles (en tubos protectores) para estabilizar el terreno en caso de ser necesario. Los árboles que han caído al agua río arriba, con o sin sus raíces, formarán pequeños embalsamientos naturales que mejorarán el hábitat de la vida silvestre.

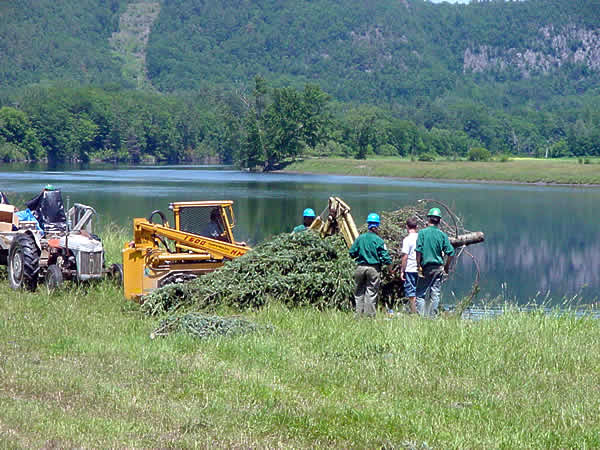
Los árboles de coníferas cortados cerca se traen y se fijan a las orillas. Sus ramas se utilizarán para atrapar los materiales resultantes de la erosión y para estabilizar el retroceso del banco, para promover la revegetación y la reanudación de la vida acuática (ver más abajo).

La gestión intencional se define como «el conjunto de iniciativas que emprende un actor especializado, en el contexto de una situación de gestión eficaz, para hacer evolucionar el estado del medio ambiente en una determinada dirección».

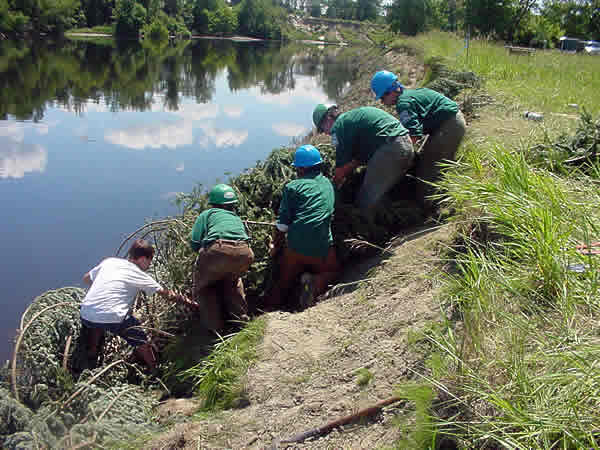
Después de un período de talar los árboles en esta sección de la orilla del río Connecticut (en Fairlee, Vermont, EE. UU.), se está trabajando (verano de 2006) para resilvestrar las orillas gravemente erosionadas.

Si, después de la fase de restauración, la zona no puede mantener por sí sola las características deseadas, la gestión restaurativa suele ir seguida de una gestión conservadora, basada en un plan de gestión y en un sistema de seguimiento y evaluación y, en ocasiones, de protección (protección de la tierra, reserva natural, etc.).

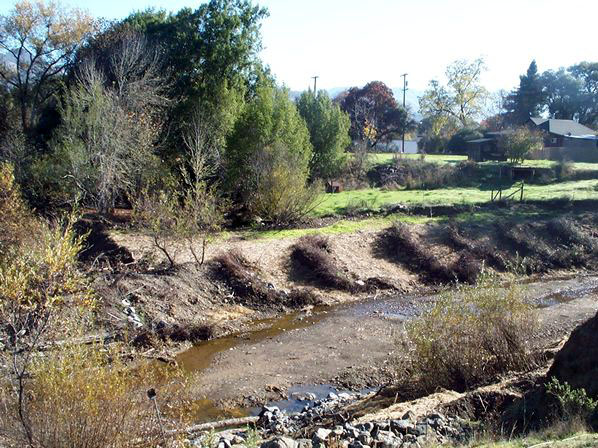
Otro ejemplo de restauración de bancos fluviales añadiendo fajinas y sucursales (arroyo Robinson en Boonville, California).

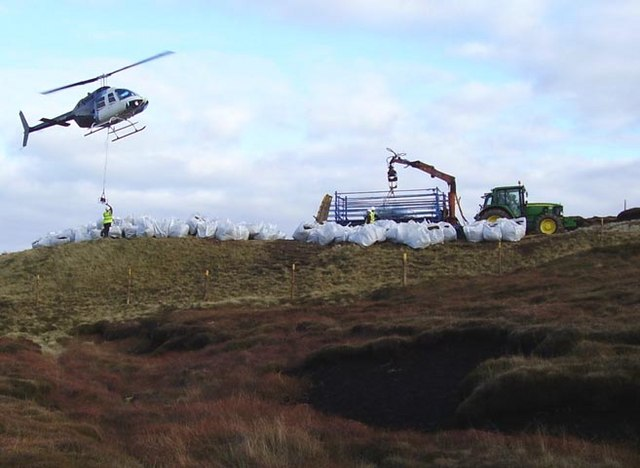
Transporte de brezos cortados durante un proyecto de restauración de páramos de brezales.

Cuando se trata de salvar una especie (animal o vegetal) que debe evolucionar rápidamente para hacer frente a los grandes y rápidos cambios ambientales, como el cambio climático, la disminución de los polinizadores o la fragmentación de hábitat, se habla de "rescate evolutivo" (en inglés, evolutionary rescue).

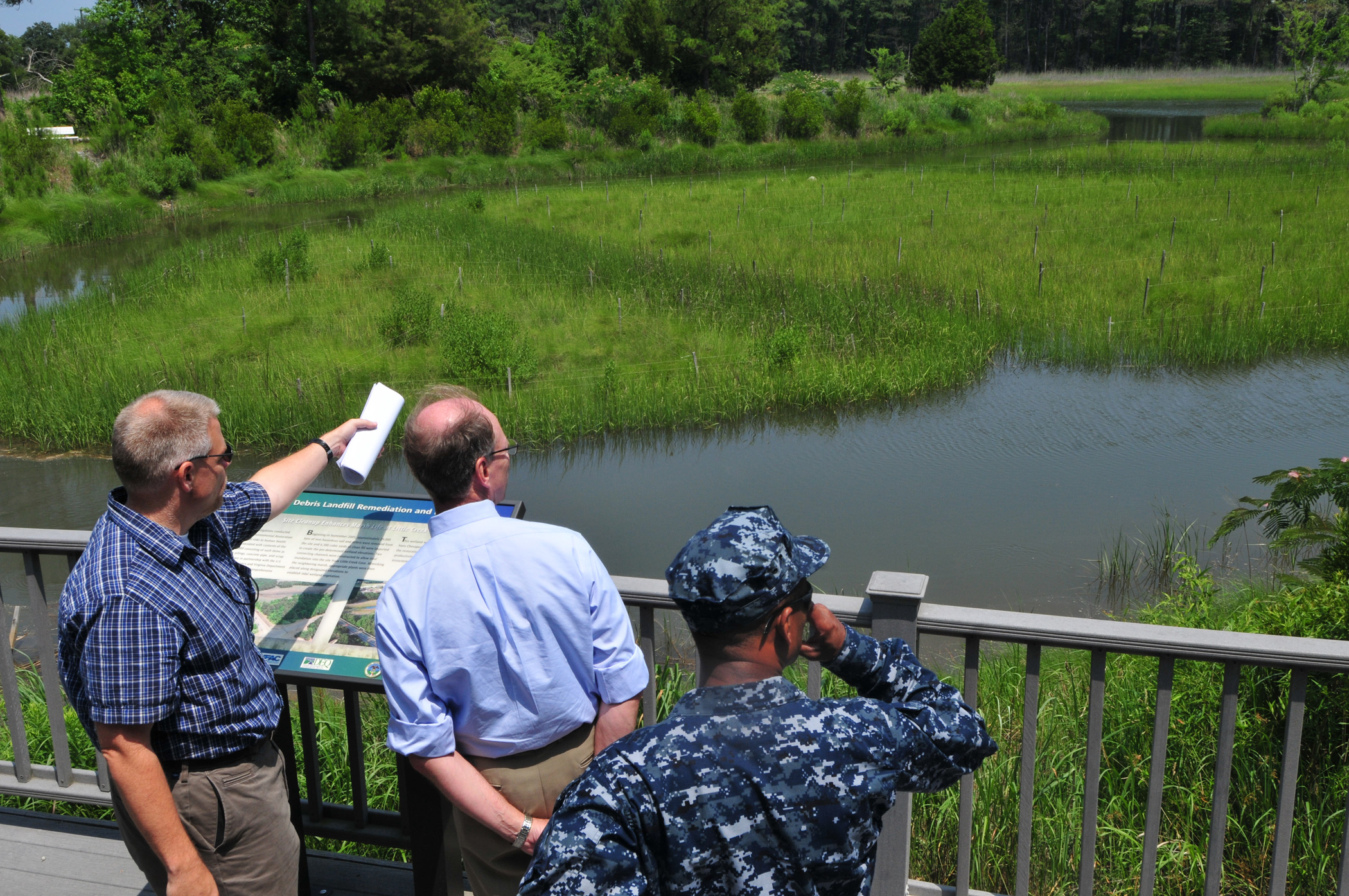
Restauración de un humedal en terreno militar (Virginia Beach, Virginia, 15 de junio de 2010), con la construcción de un observatorio de vida silvestre.

## Lugares y ejemplos de aplicación
La gestión restaurativa puede abarcar:
- el ámbito de la protección de la naturaleza, que es el que más utiliza y desarrolla estas técnicas, muchas veces recomendadas o impuestas en los planes de gestión de los entornos “naturales”, como los bosques sujetos a gestión forestal sostenible.
- medidas reparadoras o compensatorias impuestas en el marco de una investigación pública tras las conclusiones de una evaluación de impacto ambiental, a menudo en el marco de obras públicas o concentraciones parcelarias).
- determinadas áreas forestales (para obtener una ecoetiqueta tipo FSC).
- ciertas áreas agrícolas (por ejemplo, como parte de la conversión de una granja a agricultura ecológica o para la restauración de prados, bocages o zonas tampón —como franjas de pasto—,[6] más ricas en biodiversidad o funcionalmente más eficientes para la protección contra inundaciones o para la restauración de un suelo con más humus y de mayor estabilidad frente a la erosión, la salinización, la eutrofización o la degradación del suelo).
- el campo haliéutico (pesquero), donde se tratará de restaurar las poblaciones viables de peces u otros organismos (crustáceos, moluscos, algas) explotados en el mar o en agua dulce, para permitir una pesca más sostenible. Los gestores pueden utilizar las reintroducciones de especies (salmón, esturión, etc.) o reforzar las poblaciones naturales (con ejemplares criados o tomados de otros entornos donde abundan). Otro método posible es restaurar las condiciones físicas del entorno natural, como el caudal de un río.[7]
- el campo de la prevención de riesgos, donde se tratará de restaurar un medio ambiente que, a través de sus funciones naturales, proteja a las poblaciones.[8]

En todos los casos, la gestión restaurativa busca acelerar el proceso de sanación del paisaje o del entorno.

## Contenido y métodos
La gestión restaurativa pretende imitar los procesos naturales de resiliencia ecológica, por ejemplo, introduciendo primero especies pioneras (mediante siembra, expresión del banco de semillas del suelo, construcción de obras de ingeniería ecológica, incluso a veces con la reintroducción de especies localmente extintas) para mover el medio ambiente hacia una etapa de "autocuidado" más natural. Para adaptarse a los entornos y su evolución, es necesaria una gestión diferenciadaː no se lleva a cabo de la misma manera la gestión restaurativa de un bosque que la de una marisma.
Paradójicamente, el gestor también puede utilizar puntualmente en el espacio y en el tiempo, procesos que para la gente suponen una degradación del medio ambiente: erosión que produzca grava, la tala o el fuego controlado para restaurar localmente los claros, el desbroce para deseutrofizar el medio ambiente o sacar a la luz semillas enterradas durante varias décadas, cortar algunos árboles y dejarlos sobre el terreno para restaurar el recurso de maderas muertas necesario para las comunidades saproxilófagas (ver Saprofagia y Xilofagia), etc.
Cuando los grandes herbívoros han desaparecido de la zona, el gestor puede utilizar medios mecánicos (siega mecánica y retirada de las herbáceas cortadas), así como auxiliares vivos como ovejas, vacas, cabras, caballos, burros, etc. que mantienen el medio ambiente al dispersar semillas y propágulos de muchos organismos de una manera similar a la de los animales salvajes. Las liebres y los conejos pueden ayudar a mantener áreas de páramos o céspedes cortos, etc.

## Reintroducir la complejidad en un medio homogeneizado[9][10][11]por el hombre
Si bien el hombre es la causa de la dispersión de muchas especies, volviéndose a menudo invasoras en su nuevo entorno, las actividades y los movimientos humanos han sido sobre todo poderosos factores de homogeneización (paisajística, pero también genética, taxonómica y funcional), muy desfavorables para el mantenimiento de la biodiversidad. Al favorecer las especies ubicuas en detrimento de las endémicas —mucho más variadas— la homogeneización antropogénica de los seres vivos (en inglés biotic homogenization) tiene impactos graves, inmediatos y también retardados, particularmente en los procesos ecológicos y evolutivos.
Los ecólogos abogan por un mejor estudio de las implicaciones de esta homogeneización para la  conservación y por la rápida promoción de una gestión proactiva, restaurativa y adaptativa, que involucre de una manera mejor controlada el componente humano del "mezclador antrópico" qua ha supuesto el hombre para la biota planetaria.

## Resilvestración de cursos de agua
La resilvestración es uno de los temas importantes en la restauración ecológica de los cursos de agua, que debe hacerse en el cuadro de la trama hídrica (ríos, lagos, arroyos, etc.) del territorio. Su objetivo es restaurar el buen estado ecológico del curso de agua, o aproximarse todo lo posible.
Sin embargo, quitar los obstáculos artificiales (presas, presas derivadoras) o demoler taludes de cemento o tablestacas para devolver a la zona unas características más naturales no es suficiente para recrear las grandes zonas aluviales de brazos muertos y trenzas que existieron décadas o siglos antes, ni para restaurar plenamente los servicios ecosistémicos asociados a ellas. 
Una actuación mal realizada puede provocar, en ocasiones, que el cauce se haga más profundo, con un aumento de la turbidez y un descenso de los niveles freáticos y, por tanto, de los niveles de los manantiales adyacentes y de la cuenca cercana. 
En 2007, la Agencia del Agua Sena-Normandía recomendó en su Manual para la restauración hidromorfológica de los cursos de agua que, antes de realizar cualquier operación de resilvestración, se estudiara cuidadosamente y caso por caso:
- la naturaleza y el tipo de curso de agua en cuestión;
- la importancia y número de intervenciones que ha sufrido en el pasado y las disfunciones hidrológicas o ecológicas que ello ha provocado;
- el grado de reversibilidad de estas intervenciones;
- lo que se puede «esperar recrear en esta situación» y «el tipo de intervención más recomendable entre las diversas técnicas de restauración existentes», teniendo en cuenta los efectos beneficiosos esperados y los riesgos de no lograr los objetivos;
- las posibilidades de que el curso de agua «se restaure a sí mismo»;
- los mejores momentos del año para los trabajos de restauración; y
- los indicadores que permitirán evaluar el logro propuesto.

Hoy día, los científicos desarrollan modelos de predicción para comprender mejor las consecuencias de las acciones de restauración de ríos.

## Reintroducir especies como ayudas a la gestión
Este modo de manejo puede —previa evaluación científica— basarse en la reintroducción de especies funcionalmente importantes (por ejemplo el castor, por su capacidad de restaurar y mantener humedales, insectos polinizadores, simbiontes de las especies que se desea restaurar, etc).

## ¿Reemplazar algunas especies extintas?
Los científicos y gestores de espacios naturales pueden considerar la reintroducción ciertas especies recientemente extinguidas en un entorno (grandes herbívoros, grandes carnívoros) que desempeñaron papeles funcionales y ecológicos esenciales, cuando estos cometidos no pueden lograrse con la gestión restauradora de los humanos.
Este es el caso de los uros y de los tarpanes (un caballo salvaje), reconstituidos en determinados espacios naturales europeos. También se prevé experimentar (en un entorno confinado) con introducciones como la del león o el elefante africano en América del Norte para respectivamente "reemplazar" las especies de leones cavernarios y mamuts que no sobrevivieron a la caza prehistórica.

## Actores
Entre los organismos que promueven la gestión restaurativa a escala internacional pueden citarse la ONU, a través del Programa de las Naciones Unidas para el Medio Ambiente (PNUMA), y la FAO. Lo hacen en el marco de la convención mundial para la biodiversidad, pero con una tendencia a acercar a este tema las acciones para combatir la desertificación y para proteger el clima (proyecto presentado en la convención de la ONU para la biodiversidad en Nagoya en 2010, en el pabellón de la biodiversidad).
A menor escala, la Unión Europea, la red AEWA, la red ecológica paneuropea, el Grupo de los 77 o la zona del corredor biológico mesoamericano están desarrollando sus propias. estrategias para la gestión, protección y restauración de la biodiversidad, conjuntamente con la ONU.
A esto contribuyen los gobiernos y muchos organismos nacionales, así como las regiones y comunidades locales donde se deben aplicar las estrategias de áreas protegidas y restauración ecológica.
Los gestores de áreas protegidas se apoyan en las redes científicas, el asesoramiento científico y la compartición de experiencias para mejorar sus conocimientos. Finalmente, el tejido de ONG locales está en el origen de la mayoría de proyectos y la creación de espacios protegidos.

## Eficacia y límites
La evaluación ecológica de las acciones de restauración ecológica se desarrolla a medida que se reciben los resultados. Muestra al menos una eficacia parcial de muchas medidas de restauración, pero a veces escasa y, a menudo, constreñida por ciertos límites.
Evaluación: Por ejemplo, un reciente metaanálisis de 89 operaciones de restauración ecológica llevadas a cabo en una amplia gama de ecosistemas alrededor del mundo mostró cierta eficacia: de media, la biodiversidad aumentó un 44 %, y los servicios del ecosistema, un 25 %, en ambos casos respecto a los valores iniciales del ecosistema degradado que se pretendía restaurar. Sin embargo, los valores de estos 2 indicadores se mantuvieron bajos en comparación con los ecosistemas de referencia intactos. Los autores concluyeron que la restauración de la biodiversidad sí puede contribuir a mejorar el nivel de los servicios del ecosistema, particularmente en los ecosistemas tropicales terrestres, con los límites que ellos especifican.
Para el caso de los humedales, Moreno-Mateos et al. (2012) analizaron los resultados del obras de ingeniería ecológica en 401 humedales restaurados y 220 creados (basándose en estructuras biológicas). En el momento de la evaluación, las comunidades vegetales y el funcionamiento biogeoquímico (almacenamiento de carbono en los suelos, etc.) estaban respectivamente un 26 % y un 23 % por debajo de los valores observados para los sitios de referencia.
Para el dominio marino, otros autores creen que es urgente intentar al menos una restauración mundial de las pesquerías. Esto requiere restaurar los ecosistemas marinos. Sin embargo, en 5 de los 10 ecosistemas bien conocidos en 2009, la productividad de la pesca estaba en declive. En 7 de estos ecosistemas se alcanzó o superó el nivel de sobreexplotación de recursos. El 63 % de las poblaciones de peces evaluadas en todo el mundo necesitaba un plan de recuperación, e incluso se necesitaban ritmos de explotación más bajos para detener el colapso de las especies vulnerables. 
La actividad pesquera se puede combinar con los objetivos de conservación mediante la agrupación de acciones de gestión restaurativa diversificada, incluidas las prohibiciones y restricciones de captura y la adaptación de las artes de pesca, según el contexto local (que, por lo tanto, debe seguirse). El impacto de las flotas pesqueras internacionales y la falta de alternativas reales a la pesca complican las perspectivas de recuperación de la pesca en muchas regiones pobres, lo que pone de relieve la necesidad de una perspectiva mundial sobre la recuperación de los recursos marinos.

### Límites
Se han descrito varios:
- En primer lugar, umbrales cuantitativos que hoy día es imposible alcanzar.
- Seguidamente debe considerarse cualquier entorno natural es, en gran parte producto, de las especies que allí habitan. La desaparición definitiva de determinadas especies, y en particular de los grandes herbívoros y los grandes carnívoros, de las especies ingenieras (como el castor) o de especies más modestas como las polinizadoras, puede por tanto impedir una restauración del estados anterior o del buen estado ecológico.
- Del mismo modo, donde las propias lluvias son un factor de eutrofización por su contenido en nitrógeno de origen agrícola o procedente del tráfico de automóviles (óxidos de nitrógeno emitidos por los tubos de escape), la restauración de medios verdaderamente oligotróficos (con alta biodiversidad) es difícil sin notables acciones de gestión, que reducen la naturalidad de la zona.

#### Acerca de los principios generales
- Clewell, André F.; Aronson, James (mayo de 2010). La Restauration écologique (en francés). Arles: Actes Sud. p. 340. ISBN 978-2-7427-9061-6.
- Levrel, Harold (Octobre de 2007). Quels indicateurs pour la gestion de la biodiversité. Les cahiers de l’IFB. Institut français de la biodiversité. Archivado desde el original el 27 de agosto de 2016. Consultado el 10 de agosto de 2023.
- Cristofoli, Sara; Mahy, Grégory (2010). «Restauration écologique». Biotechnol. Agron. Soc. Environ. 1 (14): 203-211. Archivado desde el original el 10 de febrero de 2020. Consultado el 10 de agosto de 2023.
- Barnaud, G., (1995), À l’interface de la pratique et de la théorie : l’écologie de la restauration, Natures Sciences Sociétés, horssérie « Recréer la nature », 36-50.
- Bazin, P., Barnaud, G. (2002), Du suivi à l’évaluation : à la recherche d’indicateurs opérationnels en écologie de la restauration, La Terre et la Vie : revue d’écologie, supplément 9, 201-224
- Bradshaw, A.D., (1996), Underlying principles of restoration, Canadian Journal of Fisheries and Aquatic Sciences, 53, Supp. 1, 3-9.
- Cairns, J., Jr., Heckman, J.R., (1996), Restoration ecology: The state of an emerging field, Annual Review of Energy and the Environment, 21, 167-89
- Dufour, S., Piégay, H.(2009), From the myth of a lost paradise to targeted river restoration: Forget natural references and focus on human benefits, River Research and Applications, 25, 5, 568-581
- Le Floc’h, É., Aronson, J. (1995), Écologie de la restauration : définition de quelques concepts de base, Natures Sciences Sociétés, hors-série « Recréer la nature », 29-35.
- F. Rey, F. Gosselin et A. Doré, 2014, L'ingénierie écologique Action par et/ou pour le vivant ?, Ed. Quae
- Quelques exemples vulgarisés de travaux de recherche utilisant la gestion restauratoire : dossier Irstea Archivado el 21 de junio de 2014 en Wayback Machine., 2014.
- Gallet S. (coord.), 2011, Restauration écologique : Nécessité de construire des indicateurs pour un suivi efficace, Sciences Eaux &amp; Territoires, n°5 (lire en ligne Archivado el 3 de marzo de 2016 en Wayback Machine.) .

#### Acerca de la restauración de arroyos y humedales
- Bash, JS, Ryan, CM, (2002), Proyectos de mejora y restauración de arroyos : ¿Alguien está monitoreando ?, Environmental Management, 29, 6, 877-885 ( https://www.ncbi.nlm.nih.gov/pubmed/11992178 resumen])
- Bernhardt, ES, Sudduth, EB, Palmer, MA, Allan, JD, Meyer, JL, Alexander, G., Follastad-Shah, J., Hassett, B., Jenkinson, R., Lave, R., Rumps, J ., Pagano, L. (2007), Restauración de ríos un tramo a la vez: Resultados de una encuesta de practicantes de restauración de ríos de EE. UU., Restoration Ecology, 15, 3, 482-493
- Day JW Jr, Yañéz Arancibia A, Mitsch WJ, Lara-Dominguez AL, Day JN, Ko JY, Lane R, Lindsey J, Lomeli DZ (2003), Uso de la ecotecnología para abordar la calidad del agua y los problemas de pérdida de hábitat de humedales en la cuenca del Mississippi: un enfoque jerárquico. (Revisar). Avanzado en biotecnología 2003 diciembre; 22(1-2):135-59 ( resumen ).
- Grupo de trabajo federal interinstitucional de restauración de arroyos (FISRWG) (1998, actualizado en 2001) : Restauración del Corredor de Arroyos : Principios, Procesos y Prácticas. 15 Agencias federales del gobierno de los Estados Unidos) (637 p. )
- Jenkinson, RG, Barnas, KA, Braatne, JH, Bernhardt, ES, Palmer, MA, Allan, JD, The National River Restoration Science Synthesis, 2006. Bases de datos de restauración de flujos y estudios de casos: Una guía de recursos de información y su utilidad en el avance de la ciencia y la práctica de la restauración, Restoration Ecology, 14, 2, 177-186
- Mitsch WJ (2005), Aplicación de la ciencia a la conservación y restauración de los humedales del mundo . Agua Sci Technol ; 51(8):13-26.
- O'Donnell TK, Galat DL. (2007), Evaluación de criterios de éxito y seguimiento de proyectos en la mejora de ríos dentro de un marco de gestión adaptativo . Acerca de Administrar. 2008 enero; 41(1):90-105. Epub 2007 6 de septiembre ( resumen ).
- Pacini N (2005) [Gestión de humedales según la Directiva Marco del Agua 2000/60] ; Ann es Super Sanita. 41(3):305-16 ( resumen ).
- Centro de Restauración del Río (2002) : Manual de Técnicas de Restauración Fluvial. RRC ( descargar )
- Rutherfurd ID, Marsh KJ, Marsh N (2000) Un manual de rehabilitación para arroyos australianos . Centro de Investigación Cooperativa de Hidrología de Cuencas. Corporación de Investigación y Desarrollo de Recursos de Tierras y Aguas. Canberra (592 p. en 2 volúmenes).

### Artículos relacionados
- Ecología del paisaje
- Desarrollo sostenible
- Agroforestería
- Pradera
- Naturaleza salvaje
- Reserva natural
- Maderas muertas